# Edoardo Agnelli (1954–2000)
Edoardo Agnelli, född 9 juni 1954 New York, död 15 november 2000 i Turin, var det äldsta barnet och enda son till Giovanni Agnelli, chef för Fiat. Han var direktör för Juventus fotbollsklubb. Han konverterade till islam och valde att följa shiaislam. Han påträffades död under mystiska omständigheter under en bro i utkanten av Turin.

## Biografi
Agnelli föddes i New York. Efter att ha studerat på Atlantic College i Wales läste han modern litteratur och österländsk filosofi vid Princeton University. Senare reste han till Indien, för att fördjupa sig i österländsk religion, mysticism och Iran. Han motsatte sig materialism vilket fick honom att röra sig åt ett annat håll
Agnelli påstod sig vara Fiatimperiets arvtagare, men hans far garanterade att han inte skulle ärva det. Den enda officiella positionen som den yngre Agnelli hade var som direktör för Juventus fotbollsklubb. Edoardos iranska vänner har sagt att Edoardos familj blockerade alla hans finansiella tillgångar, och i sådan grad att han inte ens hade pengar att åka taxi med.
År 1990 anklagades han för heroininnehav, men anklagelserna släpptes senare.

### Konvertering till islam
Enligt staten Iran konverterade Agnelli till islam i ett islamiskt center i New York där han fick namnet "Hisham Aziz". Därefter träffade han den iranske ayatolla Ruhollah Khomeini och det rapporterades att han hade valt att följa riktningen shiaislam. Enligt Mohammad Hassan Ghadiri Abyaneh uttryckte Agnelli sin tro för Fakhroddin Hejazi och blev shiamuslim och fick namnet "Mahdi". Det finns en skrivelse som tillskrivs Edoardo Agnelli och är signerad med namnet "Hisham Aziz". I skrivelsen uttrycker han på italienska att den islamiske profeten Muhammed är den siste profeten.